# 羟甲基脲
羥甲基脲是一種有机化合物，分子式為H2NC(O)NHCH2OH。它是一種白色水溶性固體，在大約110 °C分解。
羥甲基脲是甲醛和尿素進行缩合反应後的產物。因此，它是尿素甲醛樹脂和肥料成分（如亚甲基双脲）的形成中的中间体。它的緩蝕作用也受到研究。